# Casey (Iowa)
Casey è un comune degli Stati Uniti d'America, situato nello Stato dell'Iowa, diviso tra la contea di Adair e la contea di Guthrie.